# Escola Garbí
L'Escola Garbí Pere Vergés és un centre d'educació infantil, primària, E.S.O. i batxillerat fundat el 1965 a Esplugues de Llobregat que ocupa un edifici dissenyat pels arquitectes Oriol Bohigas i Josep Maria Martorell.
La Fundació Escoles Garbí també disposa des de 1968 d'una escola a Badalona. Les escoles d'Esplugues i Badalona prenen el nom del seu fundador, Pere Vergés, mestre de professió i director. Garbí va ser el nom d'una classe de l'Escola del Mar i també de la revista que s'hi publicava.
Després que un bombardeig de la Guerra Civil el 1938 destruís l'Escola del Mar, Vergés va fundar l'Escola Rosaleda, situada primer a Montjuïc i després al Guinardó, el 1965 l'Escola Garbí d'Esplugues, i el 1968 la Institució Pere Vergès a Badalona. L'any 2010 l'escola va rebre el premi Conviure a Catalunya atorgat per l'Associació d'Antics Diputats del Parlament de Catalunya.